# Donburi

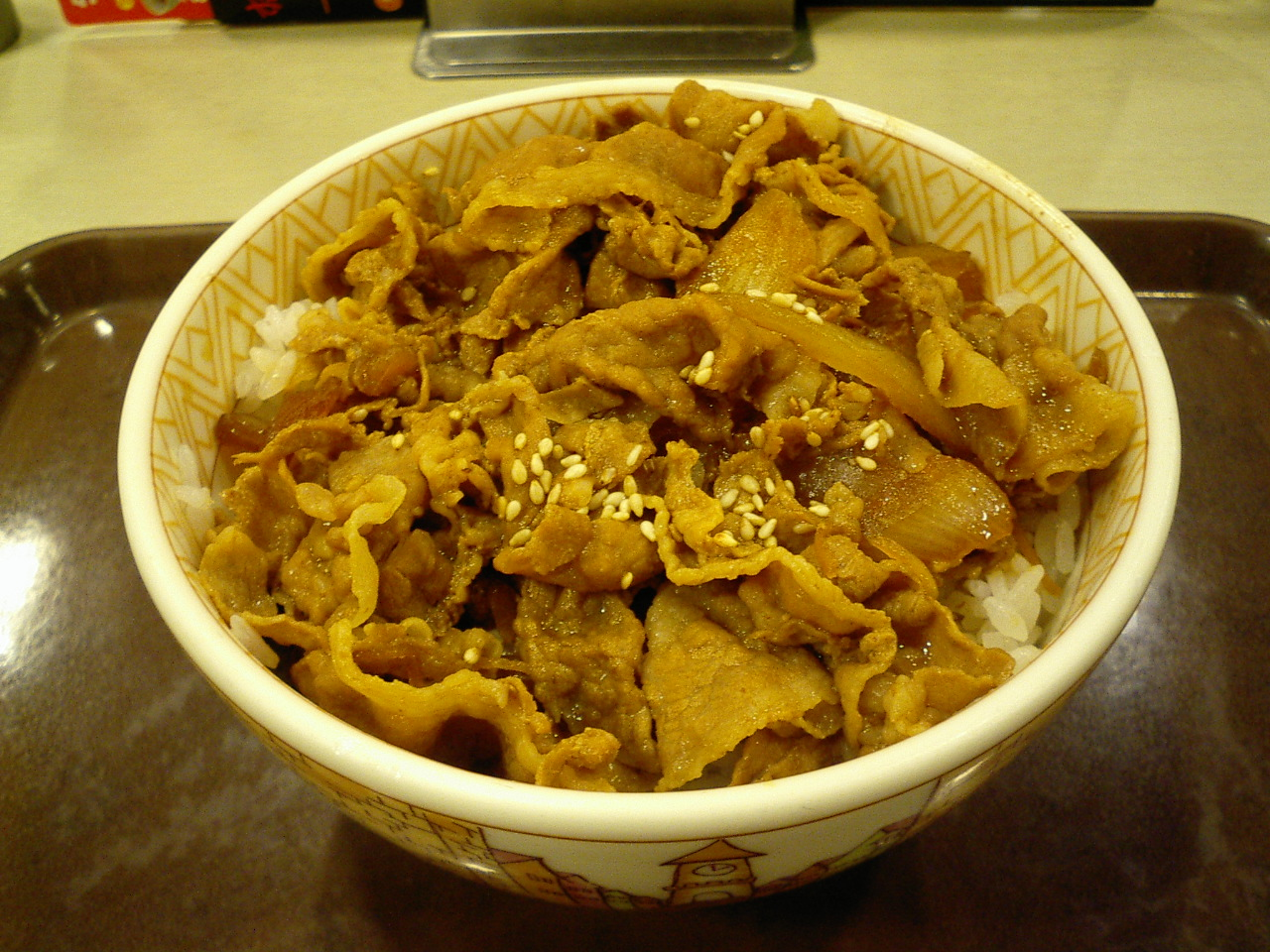
Butadon, en typ av donburi med fläskkött.

Donburi (丼ぶり, どんぶり), är en japansk maträtt. Donburi består av en djup skål med ris serverad med andra matvaror, exempelvis kött eller grönsaker, som sjudits och lagts ovanpå riset. Det förekommer även att skivad rå fisk läggs på ris i en skål, även detta kallas donburi.
Buljongen som ingredienserna får sjuda i varierar med årstid, region, ingredienser och smak. En typisk buljong skulle kunna bestå av dashi smaksatt med sojasås och mirin.

## Typer
Följande är traditionella japanska donburityper:
- Tamagodon (玉子丼): äggröra blandat med söt donburisås.
- Oyakodon (親子丼):  Kyckling, ägg och lök som fått sjuda.
- Katsudon (カツ丼): bröade, friterade fläskkotletter (tonkatsu), lök och ägg
- Tekkadon (鉄火丼): tunt skivad rå tonfisk.
- Negitorodon (ネギトロ丼): tärnad toro (fet tonfisk) och negi (piplök).
- Tendon (天丼): tempura-räkor och grönsaker.
- Gyūdon (牛丼): nötkött och lök
- Unadon (鰻丼): unagi kabayaki (grillad ål).

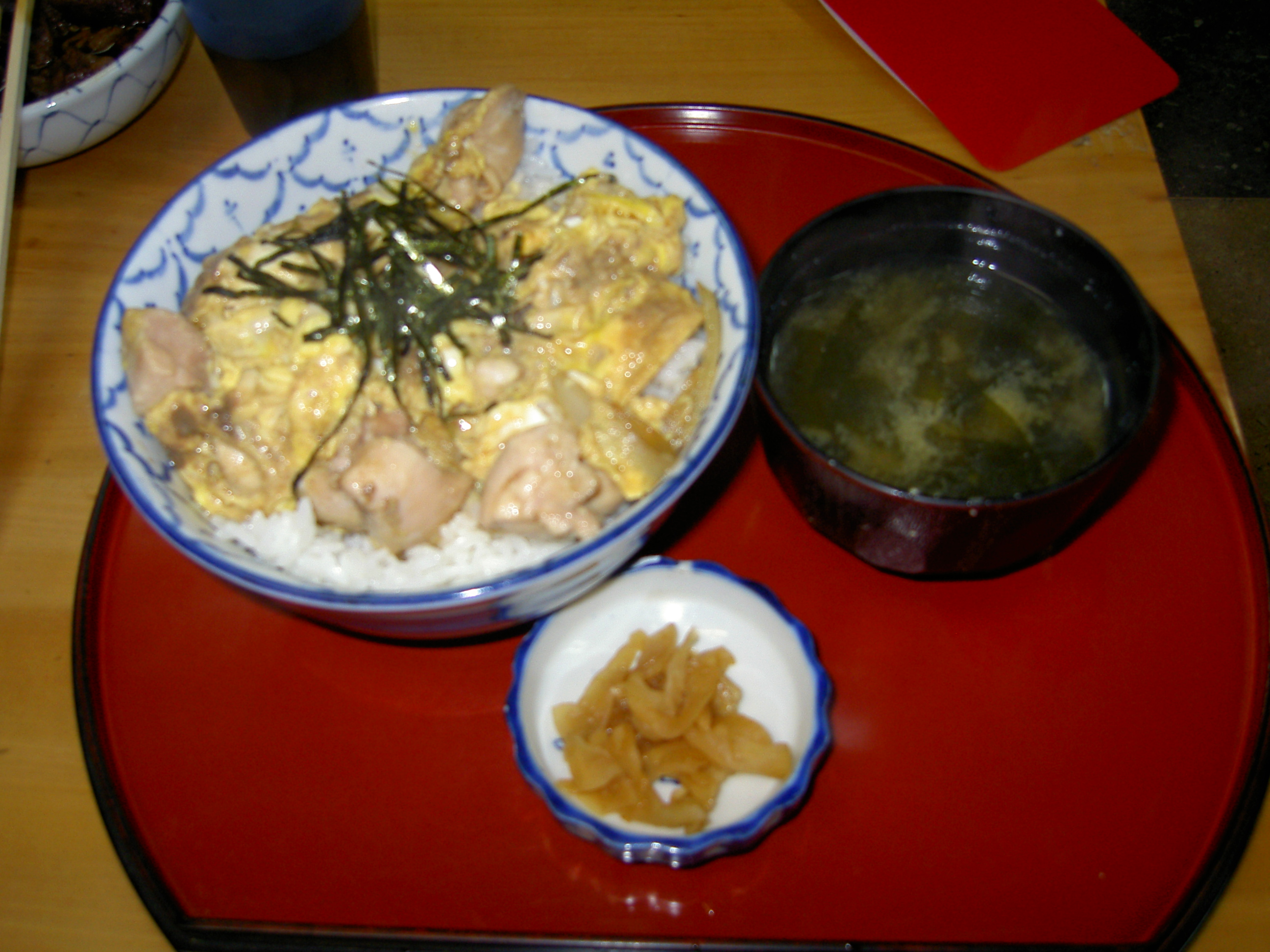
Oyakodon serverad med misosoppa och tsukemono.
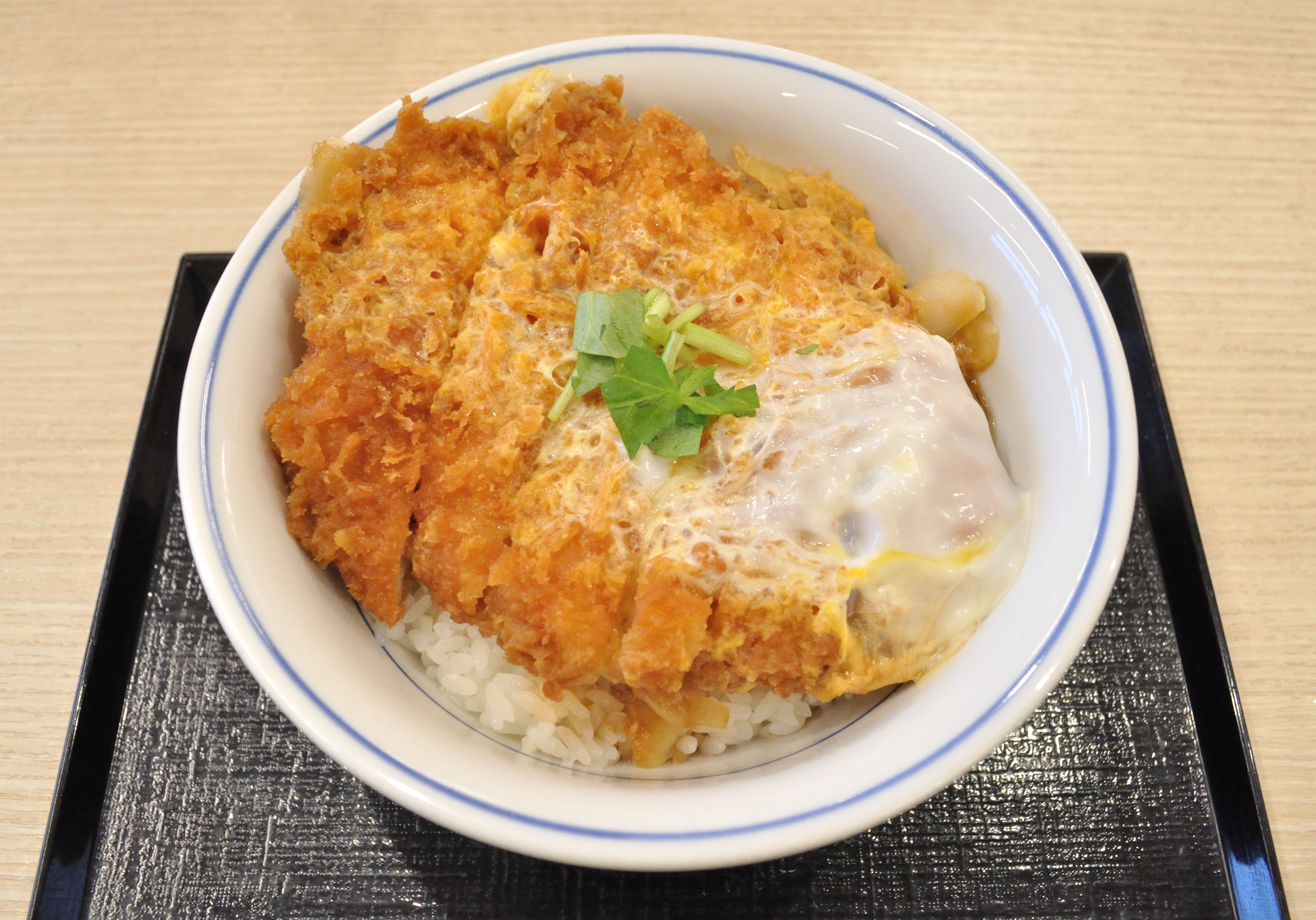
Katsudon.
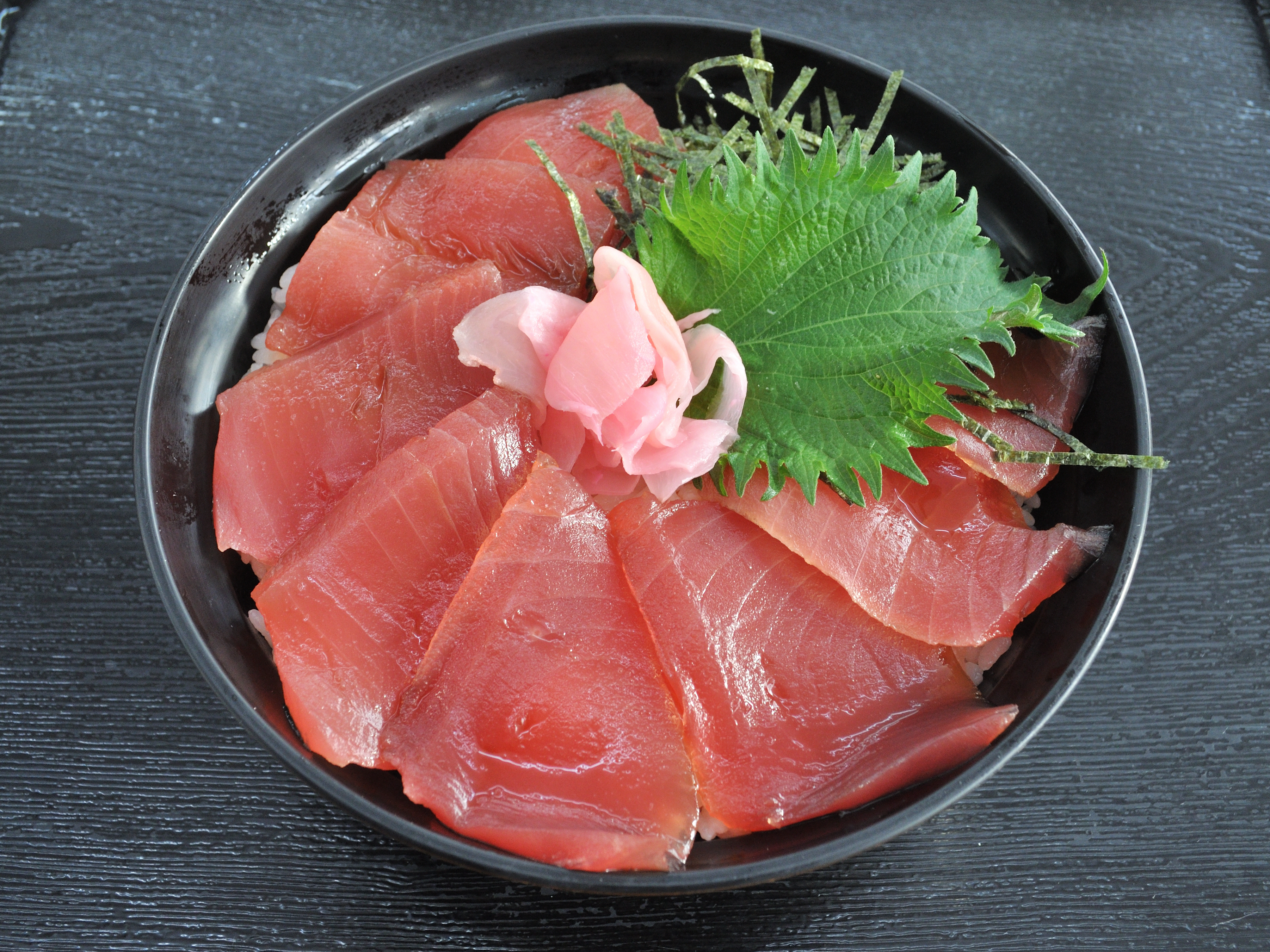
Tekkadon.
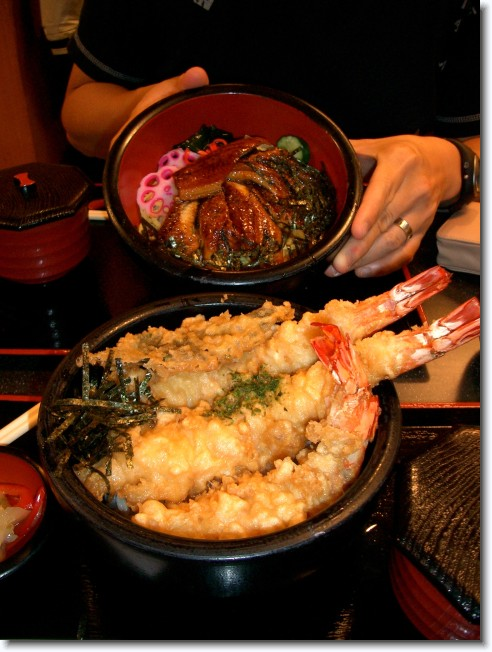
Tendon och unadon.